# 몽둥이 전쟁
몽둥이 전쟁(핀란드어: Nuijasota 누이야소타[*], 스웨덴어: Klubbekriget 클루베크리게트[*])은 1596년에서 1597년까지 스웨덴 왕국의 오늘날의 핀란드 지역에서 일어난 민란이다. 몽둥이 전쟁이라는 이름은 농민들이 곤봉, 몽둥이, 도리깨, 철퇴를 비롯한 각종 타격무기 혹은 둔기로 무장했던 데서 비롯되었다. 클라스 에릭손 플레밍 남작이 반란을 진압하고 반란 지도자들을 처형했으며, 포흐얀마 지역의 인구카 크게 줄었다.
현대 핀란드 사학에서는 이 민란이 칼 공작과 시기스문드 3세 사이의 분쟁, 즉 시기스문드 폐위전쟁의 맥락에 있다고 보고 있다. 당시 핀란드의 귀족들이 시기스문드를 지지했기에 칼이 농민들을 선동해서 반란하도록 만든 것이다.

## 배경
스웨덴 왕자 시기스문드는 1587년 폴란드-리투아니아의 왕으로 선출되어 폴란드 국왕 지그문트 3세로 즉위했고, 1592년 부왕 요한 3세가 죽으면서 스웨덴 왕위도 계승했다(폴란드-스웨덴 동군연합). 하지만 시기스문드는 폴란드에서 대부분 생활했다. 게다가 요한 3세의 동생 칼 아브 쇠데르만란드 공작은 종교개혁을 지지했고 시기스문드는 모후 카타르지나 야기엘론카을 따라 천주교를 믿었기 때문에 갈등이 발생했다. 시기스문드는 스웨덴의 선왕들의 선례를 따라 스웨덴의 국교를 루터교로 유지했지만, 스웨덴에 천주교를 재도입하려는 목적을 포기하지 않았다. 그리고 클라스 플레밍 남작을 비롯해 측근들을 스웨덴의 요직에 임명했다.
1590년대에 에스토니아를 두고 스웨덴과 러시아 사이에 전쟁이 벌어지면서(제5차 러시아-스웨덴 전쟁), 러시아와 접한 전방이었던 핀란드에서는 마르틸라, 후이티넨, 로이마, 할리코스, 푀위튀애, 파이미오, 라우탈람피 등지에서 소규모 민란이 속출했다. 이런 민란들의 원인 중 가장 심각했던 것은 과중한 군비 부담이었다. 전쟁이 스웨덴의 승리로 끝났지만(테우시나 조약) 핀란드 농민들의 기대와 달리 군비 부담은 전혀 덜어지지 않자 원성이 자자해졌다. 이 상황의 책임자는 시기스문드의 총신이며 왕실무관장인 클라스 플레밍 남작이었다.
귀족, 호족, 병사들에게 시달린 농민들은 스톡홀름의 칼 공작에게 탄원서를 제출했다. 플레밍은 이 탄원 여행을 거부했지만 막지 못했다. 특히 군인들을 주둔시키면서 그 비용을 농민들에게 전가시킨 것(성내야영)과 역참의 과도한 이용(마차를 끌고 갈 의무가 농민들에게 있었다.)이 농민들에게 참기 어려운 고충을 끼쳤다. 병사들은 마치 점령군처럼 행세하며 농민들의 재산을 강도하고도 아무 처벌을 받지 않았다.

## 주요 전투
- 이소퀴뢰 전투: 1596년 11월 25일. 농민들의 승리.[3]
- 울빌라 전투: 1596년 12월 20일. 귀족들의 승리. 벵그트 포우투가 포로로 잡힘.[3]
- 노키아 전투: 1596년 12월 24일-12월 31일. 귀족들의 승리.[3]
- 뉘스퇼래 전투: 1597년 1월 15일. 귀족들의 승리.[3]
- 수르사보 전투: 1597년 1월 23일. 귀족들의 승리.[3]
- 타르하란타 전투: 1597년 1월 말엽. 농민들의 승리.
- 산타부오리 전투: 1597년 2월 24일. 귀족들의 승리.[3]

## 같이 보기
- 시기스문드 폐위전쟁